# Prince of Persia: The Sands of Time Soundtrack
Prince of Persia: The Sands of Time Original Soundtrack é um CD da trilha sonora do jogo Prince of Persia: The Sands of Time.

## Faixas
1. Welcome to Persia
2. Introducing The Prince
3. Call To Arms
4. Prelude Fight
5. A Dagger Is Found
6. A Princess Is Stolen
7. Behold The Sands Of Time
8. Start Running
9. Discover The Royal Chambers
10. Dreamtime
11. A Question Of Trust
12. Father Is That You?
13. Attack Of The Sand Griffins
14. Don't Enter The Light
15. Enter The Royal Palace
16. A Long Way Up
17. A Vision
18. The Royal Battle
19. A Bad Dream
20. Chaos In The Zoo
21. Lost In The Crypts
22. Farah Enlightens The Prince
23. A Brief Oasis
24. Awake
25. Trouble In The Barracks
26. The Library
27. The Prince Hesitates...
28. The Tower Of Dawn
29. Farah Persihes
30. At What Cost
31. Reverse The Sands Of Time
32. The Battle Begins
33. The Vizier Must Die
34. Finish the Vizier
35. Farewell Princess
36. Time Only Knows